# Percy Julian
Percy Lavon Julian (Montgomery, Alabama, 11 de abril de 1899 — Waukegan, Illinois, 19 de abril de 1975) foi um pesquisador em química afro-americano e um pioneiro na síntese química de medicamentos a partir de plantas.
Ele foi o primeiro a sintetizar o produto natural fisostigmina, e foi um dos pioneiros na síntese química industrial em larga escala dos hormônios humanos, esteroides, progesterona e testosterona, a partir de esteroides vegetais, tais como estigmasterol e sitosterol. Seu trabalho serviu como base para a produção da indústria de medicamentos esteroides de cortisona, outros corticosteroides, e da pílula anticoncepcional. Mais tarde, ele começou sua própria companhia de sintetizar esteroides intermediários do inhame selvagem mexicano. Seu trabalho ajudou a reduzir o custo de esteroides intermediários de grandes empresas farmacêuticas multinacionais.
Suas descobertas serviram como base para a produção de remédios para asma, anemia, artrites, hemorroidas, eczema, alergias, doenças pulmonares crônicas, câncer, glaucoma, prevenção de Aborto, tratamentos hormonais, pílulas anticoncepcionais e fortificantes musculares.
Em 1954, Julian estabeleceu um laboratório próprio (Julian Laboratory) que se especializou na produção de seu cortisona sintética. Durante sua vida ele obteve mais de 130 patentes de produtos químicos. Julian foi um dos primeiros afro-americanos a receber um doutorado em química. Ele foi o primeiro químico Afro-Americano empossado na Academia Nacional das Ciências, e o segundo cientista Afro-Americano a obter pós-doutorado em qualquer área. Ele defendeu o direito dos negros de entrar em universidades até sua morte por câncer de fígado em 1975.

## Primeiros anos e Juventude
Percy Julian nasceu em Montgomery, Alabama nos Estados Unidos, sendo o filho mais velho de James Sumner Julian e Elizabeth Lena Julian. Ambos os pais obtiveram conclusão do ensino secundário. Seu pai, James, cujo pai tinha sido um escravo, foi empregado como um funcionário do serviço de transporte ferroviário federal dos EUA , enquanto sua mãe, Elizabeth, trabalhou como professora. Percy Julian cresceu em um ambiente racista e durante a aplicação das leis de Jim Crow sobre regime jurídico apoiando a segregação racial no sul dos Estados Unidos.
Entre suas memórias de infância era a de ter encontrado um homem que fora linchado e pendurado sobre uma árvore durante a caminhada no bosque perto de sua casa. O acesso a uma educação secundária e universitária era raro para afro-americanos, que somente detinham oportunidades educacionais para conclusão do ensino primário (até a oitava série). Diante dessa realidade, os pais de Julian concentraram suas atenções, finanças e esperanças para ajudar no ingresso de seus filhos para a educação superior.

## Educação Universitária e Inicio da Carreira Acadêmica
Com 17 anos, Percy Julian foi admitido para estudar em uma pequena universidade de artes liberais, a Universidade DePauw em Greencastle, Indiana. A Universidade DePauw havia aceitado poucos estudantes afro-americanos após a guerra civil americana, mas a natureza de segregação ainda pairava sobre a universidade, forçando Julian sofrer muitas humilhações sociais.
Julian não tinha permissão para viver nos dormitórios da faculdade e foi hospedado em uma casa fora do campus, além de terem recusado a servir-lhe refeições, logo demorou dias antes de encontrar um estabelecimento onde ele poderia alimentar-se. Mais tarde, ele encontrou uma vaga em uma fraternidade da universidade, que em troca de um abrigo no sótão para dormir e comer, deveria esperar seus colegas de fraternidade e acender suas lareiras e fazer a mesa durante as refeições.

### Graduação em Química na DePauw
Em 1920, Percy Julian formou-se na DePauw em química como o primeiro da turma e Phi Beta Kappa, além de orador oficial da turma.
No ano de 1930, o pai de Julian, encorajado pelo grande sucesso do filho diante de tantas adversidades econômicas e sociais, mudou-se com toda a família para Greencastle, para que todos os seus filhos pudessem frequentar a faculdade em DePauw. Depois de se formar em DePauw, Julian almejou obter um doutorado em química, porém não obteve bolsas de financiamento para tal elevado nível de educação universitária, que para um Afro-Americano era extremamente raro. Em vez disso, ele obteve uma posição como instrutor de química na Universidade Fisk .

### Ingresso na Harvard e conclusão do mestrado
Em 1923 ele recebeu uma bolsa de estudo em Química, o que lhe permitiu frequentar a Universidade de Harvard para obter seu mestrado e doutorado. No entanto, devido a cultura racista ainda fortemente presente na cultura americana, não era admissível que um afro-americano lecionar para estudantes euro-americanos. Ainda assim, conseguiu obter seu mestrado em química com honras. Porém a Universidade de Harvard retirou de Julian o estágio de ensino para continuidade de seus projetos, tornando-se impossível para ele para completar seu Ph.D. em Harvard.

### Obtenção do Ph.D em Viena
Em 1929, enquanto trabalhava como um instrutor na Universidade de Howard, recebeu uma bolsa da Rockefeller Foundation para continuar seu trabalho de graduação na Universidade de Viena , onde obteve seu Ph.D. em 1931 e foi considerado um estudante impressionante. Na Europa, ele encontrou a liberdade dos preconceitos raciais que o tinha sufocado nos Estados Unidos. Participou em Viena livremente em encontros sociais intelectuais. Julian foi um dos primeiros afro-americanos a receber um Ph.D. em química.

### Retorno para Universidade Howard
Percy Julian retornou de Viena com seu Ph.D, e em 1932 assumiu o cargo de diretor do instituto de química da universidade Howard, em Washington D.C. Alguns meses depois, acabou envolvido em política universitária na instituição Howard, passando por momentos conturbados em sua carreira acadêmica após sua vida pessoal ser exposta em público. Ele teve que renunciar seu posto na cátedra de Howard, após o vazamento na imprensa local de Washington D.C de sua vida pessoal (caso de adultério com Anna Johnson esposa de um dos colegas de Julian em Howard, que mais tarde se divorciaria e casaria novamente com Julian).
Logo após a renuncia, enfrentou dificuldades financeiras e sua carreira academia era ameaçada. Seu orientador na graduação em DePauw ofereceu para julian as instalações do laboratório da universidade para a continuidade nas pesquisas com a fisostigmina.

## Principal Legado Científico: Síntese Química da Fisostigmina
Percy Julian, juntamente com seu colaborador Josef Pikl, começaram na década de 30 um extensa pesquisa para identificar o alcaloide presente no feijão Calabar e sua estrutura química, responsável pelo efeito biológico registrado de forma positiva inicialmente em alguns tratamentos medicinais em pacientes portadores de glaucoma e miastenia grave., homenageando o químico pela síntese da fisostigmina.
O Feijão de Calabar é uma semente de leguminous planta, Physostigma venenosum, um nativo da área tropical da África. Os feijões foram introduzidos primeiramente na Inglaterra no ano 1840; mas a planta não foi descrita exatamente até 1861, e seus efeitos biológicos começaram ser registrados desde 1863. O feijão calabar contem geralmente pouco mais de 1% de alcaloides.
Deste percentual, dois foram identificados, se chamou-se calabarine, e o outro, agora uma droga altamente importante, sabido como Fisostigmina ou ocasionalmente como eserina.
No meio acadêmico e pesquisa química no início do século XX, a síntese química dessa misteriosa substância era desconhecida, em parte por sua forma complexa, muito difícil de ser reproduzida corretamente de forma artificial para permitir uma larga produção em massa desse alcaloide tão importante em tratamentos medicinais, somente encontrado no feijão calabar, que era um produto inacessível na época para vários pacientes portadores de glaucoma e miastenia grave.

### Propriedades da Fisostigmina
Em 1935, Percy Julian e seu colaborador Josef Pikl, anunciaram a sociedade americana de química (em inglês American Chemical Society) a descoberta da síntese química através da publicação de artigos, contendo os passos para a obtenção da síntese da Fisostigmina de forma artificial, um feito que o tornou um químico proeminente.
A Fisostigmina, também conhecida como Eserina, é um parassimpaticomimético de ação indireta pela ação da inibição da acetilcolinesterase.
É indicada para o tratamento de miastenia grave, glaucoma, Mal de Alzheimer e esvaziamento gástrico lento. Os possíveis efeitos colaterais (raramente observados) em alguns pacientes incluem a depressão e uma overdose (excessivo consumo) pode acarretar na síndrome colinérgica.

## Síntese de esteroides no setor privado
Logo após do sucesso com a fisostigmina em 1935 que impulsionou sua carreira acadêmica, Julian começou a se candidatar para vagas em cátedras de universidades e empresas no setor privado.
Em 1936, foi negado para julian uma cátedra na Universidade DePauw para lecionar por motivos raciais. A empresa DuPont procurava químicos proeminentes para aperfeiçoarem sua escala de produção industrial em produtos farmacêuticos, Julian e seu colaborador Josef Pikl se candidataram as vagas com a credencial da descoberta da síntese da fisostigmina.
A DuPont tinha oferecido um emprego para Josef Pikl, mas se recusou a contratar Julian, apesar de suas qualificações superlativas como um químico orgânico, desculpando-se: "não sabíamos que ele era um negro".
Após a recusa de DuPont, Julian havia escrito para a empresa Glidden, uma fornecedora de produtos de óleo de soja, para solicitar uma amostra do óleo para usar como início de uma síntese de hormônios sexuais esteroides humanos (em parte porque sua esposa estava sofrendo de infertilidade).
Depois de receber o pedido, WJ O'Brien, vice-presidente da Glidden, fez uma chamada telefônica para Julian, oferecendo-lhe o cargo de diretor de pesquisa da Divisão da produção de produtos pela soja, na Glidden em Chicago. A Glidden tinha como objetivo conseguir extração de solvente vegetal do óleo de soja para aplicação em produção de esteroides, tintas, plásticos e outros subprodutos.

### Pesquisa na síntese química de hormônios na Glidden
Em 1940, Julian produziu 42 quilogramas de soja esteroides diariamente, que tinha um valor na época inicialmente de U$ 10.000 (U$ 79.000 hoje) como hormônios sexuais.  O estigmasterol de soja foi facilmente convertidas em quantidades comerciais do hormônio feminino progesterona , e o primeiro libra (450 quilogramas) de progesterona, no valor inicial de $ 63.500 ($ 503.000 hoje), foi enviado para o comprador em um carro blindado. A produção de outros hormônios sexuais ocorreu logo em seguida.
Seu trabalho com a síntese química de esteroides para obter hormônios como progesterona e testosterona através da soja, tornou possível a produção desses hormônios em escala industrial maior, com o potencial de reduzir a longo prazo o custo dos tratamentos de deficiências hormonais.
Graças a esta descoberta de julian muitas vidas foram salvas.

## Julian Laboratory e a Cortisona Sintética
Em 13 de abril de 1949, reumatologista Philip Hench (que em 1950 venceu o prêmio Nobel de medicina) anunciou a eficácia dramática de cortisona no tratamento da artrite reumatoide. A cortisona utilizada por Hench foi produzida pela empresa Merck com grandes despesas e usando uma síntese complexa de 36 passos, desenvolvida pelo químico Lewis Sarett, começando com ácidos biliares retirados do gado.
Em 30 de Setembro de 1949, Julian anunciou um melhoramento no processo de produção de cortisona. Isto eliminou a necessidade de utilização de tetróxido de ósmio, que era um produto químico raro e caro.
Por 1950, Julian anunciou uma nova síntese, começando com o barato e facilmente disponível pregnenolona (sintetizado a partir de esterol de óleo de soja estigmasterol ) do esteroide cortexolona (também conhecidos como de Reichstein ou "Substância S" ), uma molécula que difere da cortisona por um único átomo de oxigênio em falta.
Julian também acreditava que as substâncias 17α-hidroxiprogesterona e pregnenetriolone,  poderiam ser eficaz no tratamento de artrite reumatoide, mas, infelizmente, elas não eram eficazes no tratamento.